# Кліодна
Кліодна, також Клідна (правильна транскрипція: Кліна; ірл. Clíodhna, англ. Clíodhna) — кельтська богиня краси, моря та потойбіччя, королева банші у народів Туата Де Дананн. Дочка останнього друїда Ірландії, королева клану Манстера, що правили у графстві Корк.
Має здатність перетворюватися в морську хвилю та пташку. Існує легенда, що кожна дев'ята хвиля, котра розбивається об берег, символізує Кліодну. За допомогою свого келиха може перетворювати воду в вино, а звуки її арфи можуть приборкати будь-який конфлікт. Має трьох білих пташок, котрі своїм співом можуть зцілювати людей.
На її честь названий кратер на супутникові Юпітера — Європі.

## Походження
Існує припущення, що Кліодна походить від богині галатів — Клутонди.
Загалом, було помічено, що Кліодна має відношеня до родин клану Манстера.
Також Кліодна була обрана династією МакКарті, що у Десмонді, феєю їх земель.
Люди ірландського клану О'Кіфф стверджують, що вони походять від богині Кліодни.

## The Blarney Stone
Відомою легендою, у якій згадується Кліодна , є легенда про The Blarney Stone (дослівно «красномовний камінь»). Кормак Лаїдір Маккарті, будівельник замку Бларні, брав участь у судовому процесі. Він звернувся до Кліодни, аби вона допомогла його вирішити. Жінка сказала йому поцілувати перший камінь, який він побачить на шляху до суду і це допоможе йому. Під час суду чоловік був наділений неабияким красномовством, завдяки якому й виграв справу. Таким чином, The Blarney Stone надає здатність до улещувань та словесних викрутасів. The Blarney Stone був вбудований у парапет замку Бларні.